# ویلای اسرار

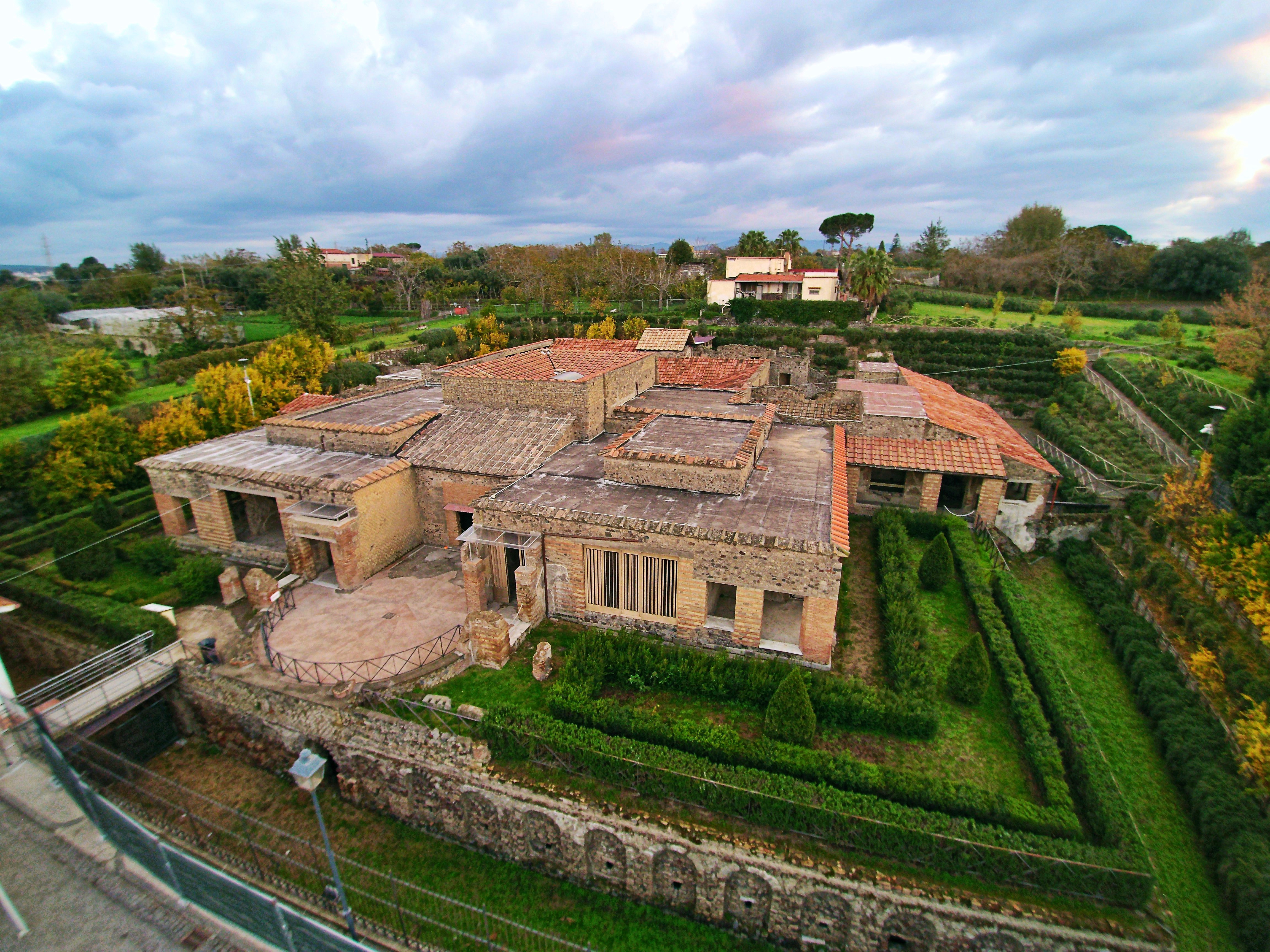
ویلای اسرار در پمپئی که از بالا دیده می‌شود.

ویلای اسرار (ایتالیایی: Villa dei Misteri) یک ویلای رومی باستان در حومه شهر پمپئی، جنوب ایتالیا است که به خوبی حفظ شده‌است. این ویلا به خاطر مجموعه‌ای از نقاشی‌های دیواری نفیس (فرسکو) در اتاق ۵ که معمولاً به عنوان نشان‌دهنده ورود عروس به یک فرقه اسرارآمیز یونانی-رومی تعبیر می‌شود، شهرت دارد. اینها اکنون یکی از شناخته شده‌ترین آثار نسبتاً نادر نقاشی روم باستان از قرن اول قبل از میلاد هستند.